# ريس تورنر
ريس تورنر (22 يوليو 1995 ببرستون في المملكة المتحدة - ) (بالإنجليزية: Rhys Turner)‏ هو لاعب كرة قدم بريطاني في مركز الهجوم. لعب مع أولدهام أثلتيك وستوكبورت كونتي وماكليسفيلد تاون ونادي يورك سيتي ونادي بارو ونادي موركامب.

## وصلات خارجية
- ريس تورنر على موقع قاعدة بيانات كرة القدم.إي يو (الإنجليزية)
- ريس تورنر على موقع Soccerbase.com (لاعب) (الإنجليزية)
- ريس تورنر على موقع Soccerway.com (الإنجليزية)